# Clinokurchatovita
La clinokurchatovita és un mineral de la classe dels borats. Rep el seu nom en al·lusió a la seva estructura cristal·lina, i per Igor Vasil'evich Kurchatov (1903–1960), físic rus.

## Característiques
La clinokurchatovita és un borat de fórmula química Ca(Mg,Fe2+,Mn2+)[B₂O₅]. És un mineral dimorf de la kurchatovita. Cristal·litza en el sistema monoclínic en forma de cristalls maclats de fins a 2 mil·límetres.
Segons la classificació de Nickel-Strunz, la clinokurchatovita pertany a «06.B - Neso-diborats amb triangles dobles B₂(O,OH)₅; 2(2D); 2(2D) + OH, etc.» juntament amb els següents minerals: suanita, kurchatovita, sussexita, szaibelyita i wiserita.

## Formació i jaciments
Es troba reemplaçant la kurchatovita en roques que contenen bor. Sol trobar-se associada a altres minerals com: kurchatovita, suanita, ludwigita, szaibelyita, sakhaïta, clinohumita, svabita i esfalerita. Va ser descoberta al dipòsit Sayak-IV, a Sayak, a la regió de Balkhash (Província de Karagandy, Kazakhstan). També ha estat descrita al dipòsit de bor de Titovskoe, a Sakhà (Rússia).